# چرنا واس
چرنا واس (اسلوونیایی: Črna vas) یک سکونتگاه در ساحل راست رود لیوبلیانیتسا، جنوب پایتخت لیوبلیانا در اسلوونی مرکزی است. این سکونتگاه متعلق به شهرداری شهر لیوبلیانا است. این منطقه بخشی از منطقه سنتی کارنیولای سفلی است و اکنون با بقیه شهرداری در منطقه آماری اسلوونی مرکزی قرار دارد.